# Byrrhinus angustatus
Byrrhinus angustatus är en skalbaggsart som beskrevs av Victor Ivanovitsch Motschulsky 1858. Byrrhinus angustatus ingår i släktet Byrrhinus och familjen lerstrandbaggar. Inga underarter finns listade i Catalogue of Life.